# Dibattito!
Dibattito! è stato un programma televisivo italiano di genere talk show, andato in onda in seconda serata su Italia 1 per due edizioni, dal 1988 al 1990, ideato e condotto da Gianni Ippoliti il quale, grazie al buon successo di critica e di pubblico ottenuto dal programma, vide consacrata definitivamente la sua notorietà (che aveva già raggiunto con Provini nello stesso anno). Nei primi anni 2000 il programma venne replicato sul canale satellitare Happy Channel.
I titoli di testa erano in lingua inglese e la sigla era preceduta dalla citazione di Cicerone: "Omnium Regina Rerum Oratio".
La sigla iniziale era il tema della colonna sonora del film 1997: Fuga da New York, composta ed eseguita da John Carpenter, mentre quella finale (della seconda edizione) era il brano de La Sbanda Ippoliti intitolato "È più bella la Pasqua o il Natale?"

## Il programma

### Strutturazione
Nel programma, che era una parodia del Maurizio Costanzo Show, Gianni Ippoliti era il moderatore di una tavola rotonda costituita da opinionisti, con la sola caratteristica che costoro erano dei "perfetti sconosciuti".
Come dal suo titolo, in studio c'era il dibattito su un argomento riguardante il tema della puntata, che era diverso per ogni giorno della settimana. I temi erano:
- Lunedì: la politica;
- Martedì: la televisione;
- Mercoledì: la scienza;
- Giovedì: la cronaca;
- Venerdì: l'amore.

### Gli opinionisti
Nel programma c'erano tanti opinionisti, costituiti da "perfetti sconosciuti", che erano diversi per ogni puntata. Tra di loro c'erano il cantante Luca Laurenti e l'insegnante Sonia Grey, che grazie alla trasmissione ottennero la notorietà e diedero inizio alle loro carriere in tv (sebbene lo stesso Laurenti avesse già debuttato con Provini, il precedente programma di Ippoliti). Infine, tra quelli più conosciuti del programma in tutte le sue due edizioni, si possono ricordare:
- Il Sig. Clemente (ospite fisso già comparso in Provini);
- L'artigiano Vincenzo Aprea;
- L'imprenditore Astorre Branda;
- Il geometra Antonino Costantino;
- L'inventore Carmelo Greco;
- La signora Rosetta Lazzaro;
- La poetessa Francesca Prestini;
- Il mediatore Aldo Rivetti;
- La custode Natalina Serafini.

## Puntate speciali
Del programma, sono state realizzate anche due puntate speciali dedicate alle edizioni 1989 e 1990 del Festival di Sanremo: esse erano a scopo "premonitore", cioè che furono trasmesse il giorno precedente alla prima serata delle suddette edizioni del Festival. Queste due puntate speciali (chiamate Speciale Dibattito!), erano sottotitolate:
- Perché ha vinto Anna Oxa?, andato in onda il 20 febbraio 1989;
- Perché hanno vinto i Pooh?, andato in onda il 26 febbraio 1990.